# Joseph Le Guluche
Joseph Le Guluche né à Plourivo (Côtes-d'Armor) le 20 septembre 1849 et mort à Villejuif le 24 janvier 1915 est un sculpteur français.
Il a principalement produit des sujets populaires pour les manufactures de terres cuites décoratives de Villenauxe-la-Grande (Aube) et de L'Isle-Adam (Val-d'Oise).

## Biographie
Fils d'un marin et d'une filandière, Joseph Marie Le Guluche naît le 20 septembre 1849 à Plourivo (Côtes-du-Nord). En 1851, sa famille s'installe au Havre ; c'est probablement là qu'il se forme sur le tas,.
En 1879, il habite à L'Isle-Adam, à proximité de la manufacture de terres cuites décoratives des Mauger et Letut .
La collaboration de Joseph Le Guluche avec les familles Mauger et tout particulièrement avec Alphonse Hanne marque l'âge d'or de ces manufactures. Polymorphe, son œuvre se répartit en plusieurs grandes catégories : les sujets de bords de mer, les sujets ruraux, les allégories féminines d'inspiration Art nouveau, les sujets orientalistes. Quelques sculptures échappent à cette classification, des sujets mythologiques comme Léda et le cygne, ou historiques comme Guerrier Boer.
Réalisées en terre cuite estampée, polychromes ou non, ces œuvres mesurent de 20 cm à 1 mètre. Destinées à un public populaire, les personnages de Joseph Le Guluche sont emblématiques du phénomène de la sculpture d'édition relevant de l'esthétique kitsch en plein développement à la fin du XIXe siècle.
Un ensemble de ses œuvres sont conservées à L'Isle-Adam au musée d'Art et d'Histoire Louis-Senlecq.
Il meurt à Villejuif au 1, rue d'Amont, le 24 janvier 1915 et habitait alors 21, passage du Poteau à Paris.

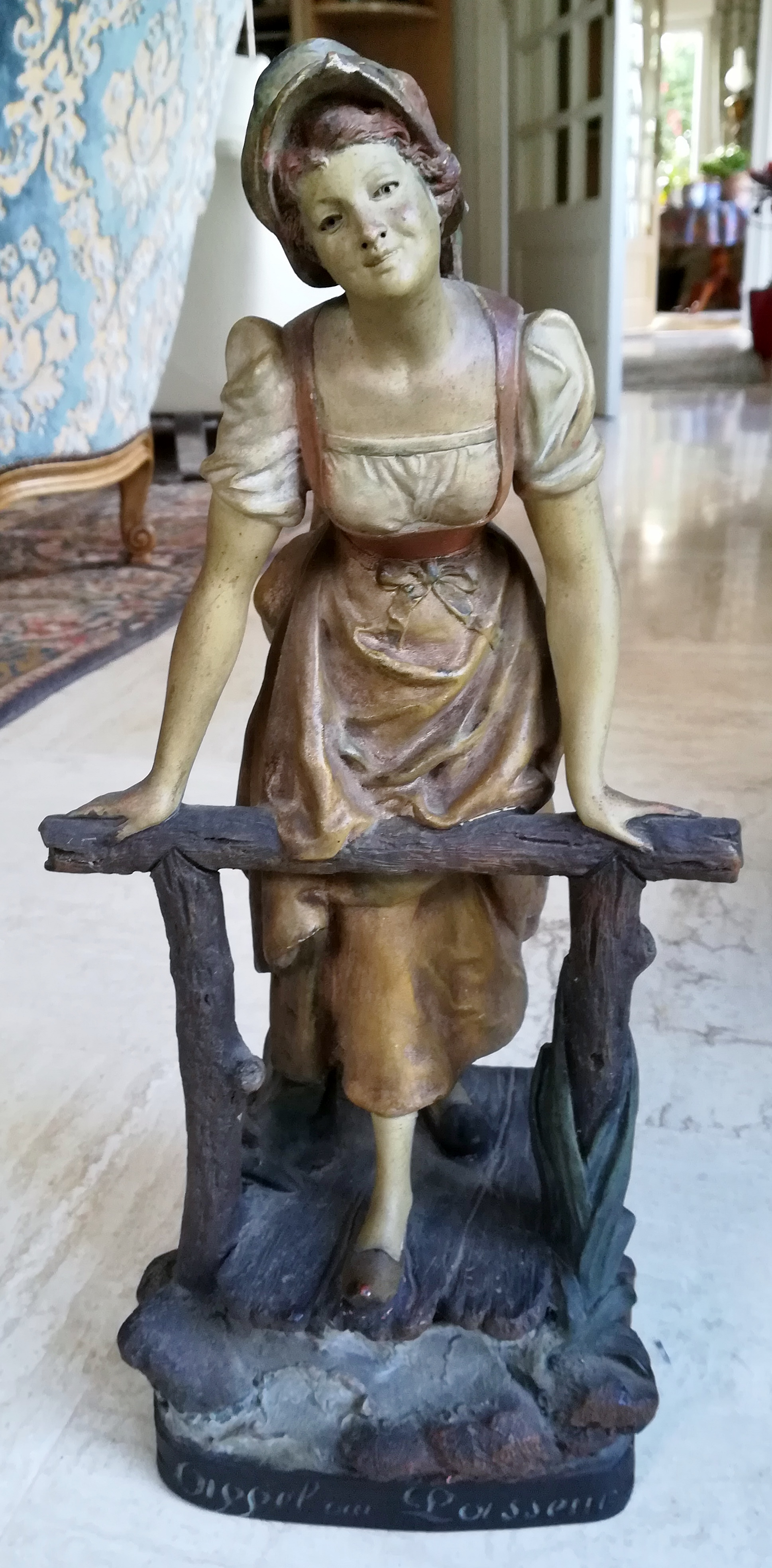
L'appel du passeur (sculpture).
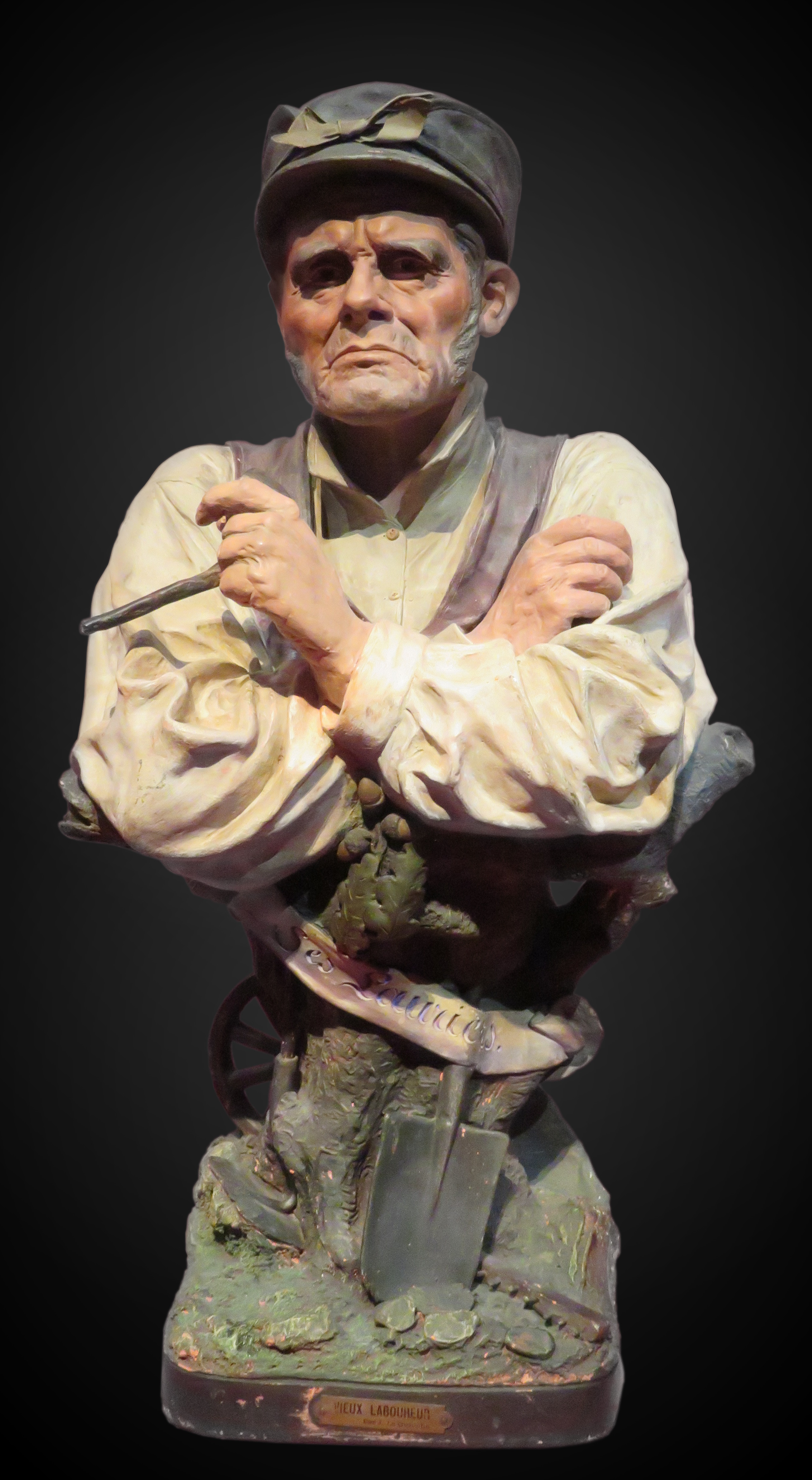
Vieux laboureur (entre 1890 et 1908), terre cuite polychrome et textile, L'Isle-Adam, musée d'Art et d'Histoire Louis-Senlecq.